# Müttermanifest
Das Müttermanifest ist ein Manifest aus dem Jahr 1986 (veröffentlicht 1987), das von einem Dutzend Frauen aus dem Umfeld der Grünen mit dem Ziel veröffentlicht wurde, in der Bundesrepublik Deutschland die Lebensverhältnisse zugunsten von Menschen zu verändern, die mit Kindern zusammenleben. Es wurden damals neue Denkansätze hervorgebracht, die von Kritikern jedoch als revisionistisch betrachtet wurden. Dies führte zu einer weiten gesellschaftlichen Debatte.

## Ursprung
Der Veröffentlichung vorausgegangen war der von den Grünen organisatorisch und finanziell unterstützte Kongress „Leben mit Kindern – Mütter werden laut“ am 22.–23. November 1986 in Bonn-Beuel, an dem 500 Mütter und 200 Kinder teilnahmen. Das Manifest versteht sich als eine Dokumentation der Ergebnisse der Tagung.

## Forderungen
- Das Manifest forderte eine Grundsicherung ohne Anbindung an eine Erwerbstätigkeit sowie die ideelle Aufwertung der Haus- und Erziehungsarbeit.

- Es forderte ein neues Emanzipationsbild ein: „Es ist an der Zeit für eine neue Frauenbewegung, eine Bewegung, die die Wirklichkeit, die Wünsche und Hoffnungen von Müttern mit Kindern ebenso konsequent und nachdrücklich vertritt wie die Interessen kinderloser Frauen“ (S. 1).

- Die Frauen wollten sich nicht mehr vom „Schneckentempo“ der Männer hinsichtlich ihrer Teilhabe an der Familienarbeit abhängig machen. Sie setzten auf die „öffentliche Wohnstube“, das Mütterzentrum.

## Unterzeichnerinnen
Zu den Erstunterzeichnerinnen gehörten:
Patricia Langen (Aachen), Ursula Rieger, Eva-Maria Epple (beide Berlin), Gaby Potthast (Bochum), Margit Marx, Jutta Schlepütz-Schroeder, Eva Kandler, Dorothee Paß-Weingartz, Gisela Klausmann, Renate Jirmann, Christa Nickels (alle Bonn), Hedwig Ortmann (Bremen), Barbara Köster (Frankfurt), Hannelore Weskamp (Hamburg), Inge Meta-Hülbusch (Kassel), Gisela Erler (Kelheim), Dorothea Calabrese (Köln), Monika Jaeckel, Greta Tüllmann (beide München), Hildegard Schooß (Salzgitter)

## Medienecho und Kritik
Das Dokument stieß auf eine große Resonanz in der Öffentlichkeit und wurde in den Massenmedien wie auch in den Parteien und den Gruppierungen der Frauenbewegung kontrovers diskutiert. In feministischen und linken Kreisen wurde vor allem die Abgrenzung vom feministischen Emanzipationsmodell und die Wendung gegen das „Ghetto der Nichtmütter“ und das „Aquarium der Karrierefrauen“ kritisch gesehen.

## Folgen
Folge war ein heftiger Richtungsstreit unter den Parteifrauen der Grünen. In einer u. a. von den Bundestagsabgeordneten Marieluise Beck und Verena Krieger sowie der Landesarbeitsgemeinschaft Frauen der Grünen in Niedersachsen unterzeichneten „Stellungnahme grüner Frauen zum Müttermanifest“ (Die Grünen 1987) heißt es: „Wir bedauern es, dass die berechtigten Anliegen von Müttern in dem Müttermanifest mit einem Frauenbild verknüpft werden, das wir seit Jahren bekämpfen.“ (S. 4).

## Texte
- „Leben mit Kindern – Mütter werden laut“: Das Müttermanifest, Selbstverlag, Bonn 1987
- Stellungnahme grüner Frauen zum Müttermanifest, in: Marieluise Beck-Oberdorf u. a. (Hrsg.): Wo liegt der Frauen Glück? Neue Wege zwischen Beruf und Kindern, Köln 1988, S. 125–128